# Vergunni
Les Vergunni sont un peuple gaulois mentionné parmi les peuples vaincus du Trophée des Alpes. Il a donc été vaincu par les légions d'Auguste au cours de ses campagnes alpines entre 23 et 13 av. J.-C.

## Histoire
Dès le XVIIe siècle, Honoré Bouche le localise dans la vallée de Vergons, commune des actuelles Alpes-de-Haute-Provence qui en conserve le souvenir dans son nom.
Son territoire pouvait s'étendre dans les vallées du Riou et de l'Iscle, de part et d'autre du col de Toutes Aures (1 118 m). Il aurait ainsi contrôlé une voie de passage entre les vallées du Var (fleuve) et du Verdon.
Ses limites probables sont, à l'est, les gorges étroites de la Rivière, au sud, les crêtes de la Bernarde et de Crémon, et au nord, la crête du Chamatte. À l'ouest, le Verdon pouvait constituer une limite, ou bien le territoire des Vergunni s'étendre également sur la rive droite de la rivière. Étant donné ces faibles dimensions, il est possible que le terme de Vergunni ne désigne pas un peuple, mais un simple pagus ou un vicus du peuple voisin des Suetrii.

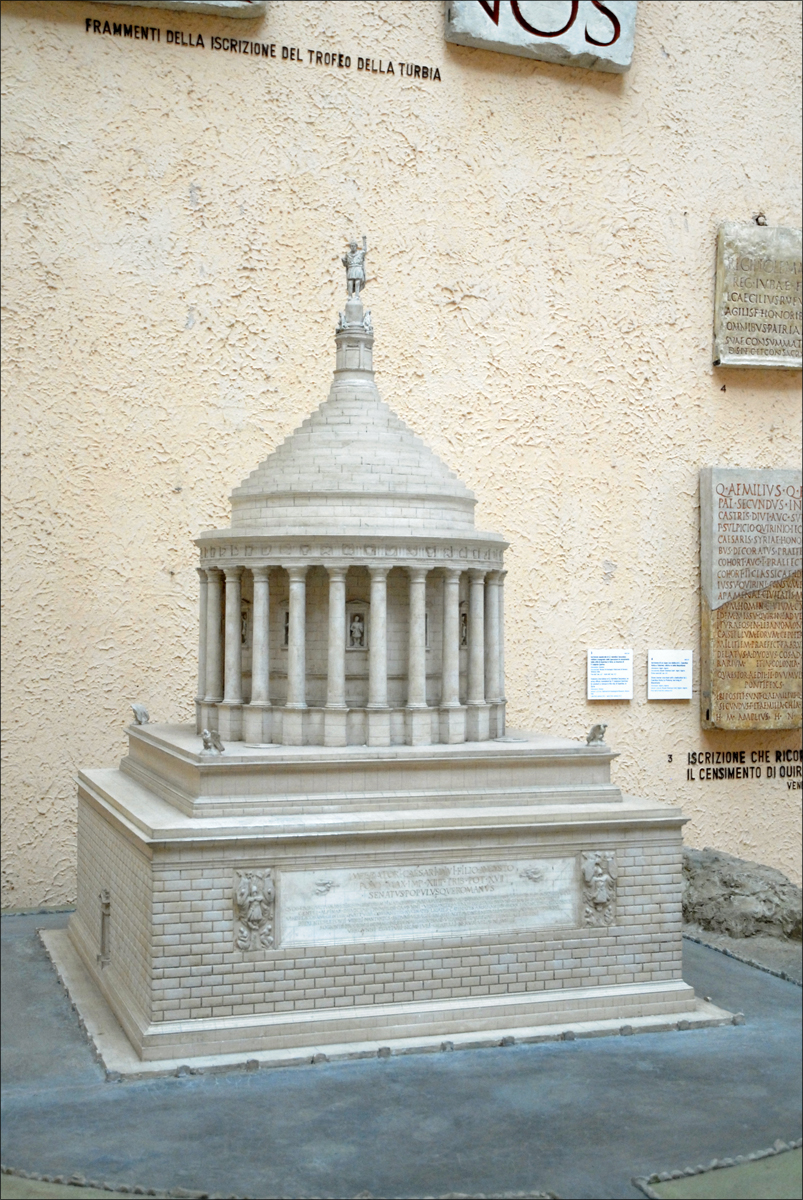
Reconstitution du Trophée des Alpes. Les Vergunni sont mentionnés au début de la dernière ligne de l'inscription